# 14182 Еллі
14182 Еллі (1998 WG12, 1980 RT6, 14182 Alley) — астероїд головного поясу, відкритий 21 листопада 1998 року.
Тіссеранів параметр щодо Юпітера — 3,556.